# BAFTA (премия, 1984)
37-я церемония вручения наград премии BAFTA

Лучший фильм: 

Воспитание Риты 

Educating Rita
Лучший фильм на иностранном языке: 

Дантон 

Danton
< 36-я Церемонии вручения 38-я >
37-я церемония вручения наград премии BAFTA, учреждённой Британской академией кино и телевизионных искусств, за заслуги в области кинематографа за 1983 год состоялась в 1984 году.
С этого года была упразднена категория «Лучший сценарий». Вместо неё появились две новые: за лучший оригинальный сценарий и за лучший адаптированный сценарий.

## Полный список победителей и номинантов
| Победители выделены отдельным цветом. |

### Основные категории
| Категории                                               | Победитель и номинанты                                                           |
| ------------------------------------------------------- | -------------------------------------------------------------------------------- |
| Лучший фильм                                            | • «Воспитание Риты» — Льюис Гилберт                                              |
| Лучший фильм                                            | • «Местный герой» — Дэвид Паттнэм                                                |
| Лучший фильм                                            | • «Пыль и жара» — Исмаил Мерчант                                                 |
| Лучший фильм                                            | • «Тутси» — Сидни Поллак, Дик Ричардс                                            |
| Лучший фильм на иностранном языке                       | • «Дантон» (режиссёр — Анджей Вайда; страна — Польша, Франция)                   |
| Лучший фильм на иностранном языке                       | • «Скорей бы воскресенье!» (режиссёр — Франсуа Трюффо; страна — Франция)         |
| Лучший фильм на иностранном языке                       | • «Травиата» (режиссёр — Франко Дзеффирелли; страна — Италия)                    |
| Лучший фильм на иностранном языке                       | • «Фанни и Александр» (режиссёр — Ингмар Бергман; страна — ФРГ, Швеция, Франция) |
| Лучшая режиссёрская работа                              | • Билл Форсайт — «Местный герой»                                                 |
| Лучшая режиссёрская работа                              | • Сидни Поллак — «Тутси»                                                         |
| Лучшая режиссёрская работа                              | • Мартин Скорсезе — «Король комедии»                                             |
| Лучшая режиссёрская работа                              | • Джеймс Айвори — «Пыль и жара»                                                  |
| Лучшая мужская роль                                     | • Майкл Кейн — «Воспитание Риты»                                                 |
| Лучшая мужская роль                                     | • Дастин Хоффман — «Тутси»                                                       |
| Лучшая мужская роль                                     | • Майкл Кейн — «Почётный консул»                                                 |
| Лучшая мужская роль                                     | • Роберт де Ниро — «Король комедии»                                              |
| Лучшая женская роль                                     | • Джули Уолтерс — «Воспитание Риты»                                              |
| Лучшая женская роль                                     | • Джессика Лэнг — «Тутси»                                                        |
| Лучшая женская роль                                     | • Мерил Стрип — «Выбор Софи»                                                     |
| Лучшая женская роль                                     | • Филлис Логан — «В другое время, в другом месте»                                |
| Лучшая мужская роль второго плана                       | • Денхолм Эллиотт — «Поменяться местами»                                         |
| Лучшая мужская роль второго плана                       | • Боб Хоскинс — «Почётный консул»                                                |
| Лучшая мужская роль второго плана                       | • Берт Ланкастер — «Местный герой»                                               |
| Лучшая мужская роль второго плана                       | • Джерри Льюис — «Король комедии»                                                |
| Лучшая женская роль второго плана                       | • Джейми Ли Кёртис — «Поменяться местами»                                        |
| Лучшая женская роль второго плана                       | • Тери Гарр — «Тутси»                                                            |
| Лучшая женская роль второго плана                       | • Розмари Харрис — «Обед пахаря»                                                 |
| Лучшая женская роль второго плана                       | • Морин Липман — «Воспитание Риты»                                               |
| Самый многообещающий дебютант, исполнивший главную роль | • Филлис Логан — «В другое время, в другом месте»                                |
| Самый многообещающий дебютант, исполнивший главную роль | • Кевин Клайн — «Выбор Софи»                                                     |
| Самый многообещающий дебютант, исполнивший главную роль | • Грета Скакки — «Пыль и жара»                                                   |
| Самый многообещающий дебютант, исполнивший главную роль | • Джули Уолтерс — «Воспитание Риты»                                              |
| Лучший адаптированный сценарий                          | • «Пыль и жара» — Рут Правер Джабвала                                            |
| Лучший адаптированный сценарий                          | • «Воспитание Риты» — Уилли Расселл                                              |
| Лучший адаптированный сценарий                          | • «Измена» — Гарольд Пинтер                                                      |
| Лучший адаптированный сценарий                          | • «Тутси» — Ларри Гелбарт, Мюррей Шизгаль                                        |
| Лучший оригинальный сценарий                            | • «Король комедии» — Пол Д. Зиммерман                                            |
| Лучший оригинальный сценарий                            | • «Зелиг» — Вуди Аллен                                                           |
| Лучший оригинальный сценарий                            | • «Местный герой» — Билл Форсайт                                                 |
| Лучший оригинальный сценарий                            | • «Поменяться местами» — Тимоти Харрис, Хершел Уайнгрод                          |

### Другие категории
| Категории                                                          | Победитель и номинанты                                                                                           |
| ------------------------------------------------------------------ | --- |
| Лучшая музыка к фильму                                             | • «Счастливого Рождества, мистер Лоуренс» — Рюити Сакамото                                                       |
| Лучшая музыка к фильму                                             | • «Местный герой» — Марк Нопфлер                                                                                 |
| Лучшая музыка к фильму                                             | • «Офицер и джентльмен» — Джек Ницше                                                                             |
| Лучшая музыка к фильму                                             | • «Танец-вспышка» — Джорджо Мородер                                                                              |
| Лучшая песня к фильму                                              | • Up Where We Belong («Офицер и джентльмен») — Джек Ницше, Баффи Сент-Мари, Уилл Дженнингс                       |
| Лучшая песня к фильму                                              | • Flashdance... What a Feeling («Танец-вспышка») — Джорджо Мородер, Кит Форси, Айрин Кара                        |
| Лучшая песня к фильму                                              | • Tootsie («Тутси») — Дэйв Грузин, Алан Бергман, Мэрилин Бергман                                                 |
| Лучшая песня к фильму                                              | • Every Sperm Is Sacred («Смысл жизни по Монти Пайтону») — Андре Жакемен, Дэйв Хоумен, Майкл Пейлин, Терри Джонс |
| Лучшая операторская работа                                         | • «Фанни и Александр» — Свен Нюквист                                                                             |
| Лучшая операторская работа                                         | • «Зелиг» — Гордон Уиллис                                                                                        |
| Лучшая операторская работа                                         | • «Местный герой» — Крис Менгес                                                                                  |
| Лучшая операторская работа                                         | • «Пыль и жара» — Уолтер Лассали                                                                                 |
| Лучшие визуальные эффекты                                          | • «Звёздные войны. Эпизод VI: Возвращение джедая» — Кен Ралстон, Деннис Мьюрен, Ричард Эдланд, Кит Уэст          |
| Лучшие визуальные эффекты                                          | • «Военные игры» — Уильям Э. Фрейкер, Джек Куперман, Дон Хансард и другие…                                       |
| Лучшие визуальные эффекты                                          | • «Зелиг» — Гордон Уиллис, Джоэл Хайнек и другие…                                                                |
| Лучшие визуальные эффекты                                          | • «Тёмный кристалл» — Рой Филд, Брайан Смитис, Иэн Уингроув                                                      |
| Лучший грим                                                        | • «Тутси» — Дороти Перл, Джордж Мастерс, Романия Форд, Аллен Вайзингер                                           |
| Лучший грим                                                        | • «Звёздные войны. Эпизод VI: Возвращение джедая» — Фил Типпетт, Стюарт Фриборн                                  |
| Лучший грим                                                        | • «Зелиг» — Фред Бучнер, Джон Кальоне                                                                            |
| Лучший грим                                                        | • «Пыль и жара» — Гордон Кей                                                                                     |
| Лучший дизайн костюмов                                             | • «Травиата» — Пьеро Този                                                                                        |
| Лучший дизайн костюмов                                             | • «Пыль и жара» — Барбара Лэйн                                                                                   |
| Лучший дизайн костюмов                                             | • «Тутси» — Рут Морли                                                                                            |
| Лучший дизайн костюмов                                             | • «Фанни и Александр» — Марик Вос-Лунд                                                                           |
| Лучшая работа художника-постановщика                               | • «Травиата» — Франко Дзеффирелли, Джанни Каранта                                                                |
| Лучшая работа художника-постановщика                               | • «Военные игры» — Анджело П. Грэм                                                                               |
| Лучшая работа художника-постановщика                               | • «Звёздные войны. Эпизод VI: Возвращение джедая» — Норман Рейнолдс                                              |
| Лучшая работа художника-постановщика                               | • «Пыль и жара» — Уилфред Шинглтон                                                                               |
| Лучший монтаж                                                      | • «Танец-вспышка» — Бад Смит, Уолтер Малконери                                                                   |
| Лучший монтаж                                                      | • «Зелиг» — Сьюзан Морз                                                                                          |
| Лучший монтаж                                                      | • «Король комедии» — Тельма Скунмейкер                                                                           |
| Лучший монтаж                                                      | • «Местный герой» — Майкл Брэдселл                                                                               |
| Лучший звук                                                        | • «Военные игры» — Уилли Бёртон, Майкл Коут, Уильям Мэнгер                                                       |
| Лучший звук                                                        | • «Звёздные войны. Эпизод VI: Возвращение джедая» — Бен Бёртт, Тони Дау, Гэри Саммерс                            |
| Лучший звук                                                        | • «Танец-вспышка» — Джим Уэбб, Роберт Гласс, Роберт Кнудсон и другие…                                            |
| Лучший звук                                                        | • «Травиата» — Чезаре Д’Амико, Жан Луи Дюкарм и другие…                                                          |
| Лучший анимационный короткометражный фильм                         | • Henry’s Cat — Боб Годфри                                                                                       |
| Лучший короткометражный фильм                                      | • Goodie Two Shoes — Иэн Имс                                                                                     |
| Лучший короткометражный фильм                                      | • The Crimson Permanent Assurance — Терри Гиллиам                                                                |
| Лучший короткометражный фильм                                      | • John Love — Джон Дэвис                                                                                         |
| Лучший короткометражный фильм                                      | • Keep Off the Grass — Пол Уэлланд                                                                               |
| Michael Balcon Award за вклад в развитие британского кинематографа | • Колин Янг — режиссёр                                                                                           |
| BAFTA Academy Fellowship Award                                     | • Хью Грин — журналист                                                                                           |
| BAFTA Academy Fellowship Award                                     | • Сэм Шпигель — продюсер                                                                                         |